# نهائي كأس إيطاليا 1965
نهائي كأس إيطاليا 1965 هي المباراة النهائية من منافسة كأس إيطاليا 1964–65، أقيمت المباراة في 29 أغسطس 1965، في ملعب أولمبيكو، بين فريقي يوفنتوس، ونادي إنتر ميلانو، وفاز فيها يوفنتوس، بعد أن هزم نادي إنتر ميلانو، بنتيجة 1 - 0، وكان حكم المباراة Alessandro D'Agostini ‏.

## تفاصيل المباراة
لعبت المباراة النهائية في 29 أغسطس 1965.
| يوفنتوس                     | 1 -0 | نادي إنتر ميلانو |
| --------------------------- | ---- | ---------------- |
| جيامباولو مينيكلي 15 دقيقة' |      |                  |